# Afrarchaea mahariraensis
Afrarchaea mahariraensis är en spindelart som beskrevs av Leon N. Lotz 2003. Afrarchaea mahariraensis ingår i släktet Afrarchaea och familjen Archaeidae.
Artens utbredningsområde är Madagaskar. Inga underarter finns listade i Catalogue of Life.